# William H. Nicholas
William H. Nicholas (* 10. Oktober 1892 in Bristow, Butler County, Iowa; † 13. August 1984 in Mason City, Iowa) war ein US-amerikanischer Politiker. Zwischen 1951 und 1953 sowie nochmals von 1957 bis 1959 war er Vizegouverneur des Bundesstaates Iowa.

## Werdegang
William Nicholas absolvierte die Bristow High School und das State Teachers Institute in Cedar Falls. Danach arbeitete er zwischen 1910 und 1915 als Lehrer im Butler County. Zwischen 1916 und 1924 war er als Recorder bei der dortigen Bezirksverwaltung angestellt. Diese Zeit war unterbrochen durch seine Zeit in der United States Navy während des Ersten Weltkrieges. Dort war er im Bereich der Großen Seen eingesetzt. Später betätigte er sich in der Landwirtschaft. Dort züchtete er vor allem Truthähne. Außerdem befasste er sich in Florida mit dem Anbau von Zitrusfrüchten.
Politisch war Nicholas Mitglied der Republikanischen Partei. Zwischen 1946 und 1948 saß er als Abgeordneter im Repräsentantenhaus von Iowa. Vier Jahre lang war er Mitglied der Autobahnkommission seines Staates; außerdem war er einer der Beauftragten für die Great Mississippi River Road. Außerdem gehörte er der Iowa Development Commission an. 1950 wurde Nicholas an der Seite von William S. Beardsley zum Vizegouverneur von Iowa gewählt. Dieses Amt bekleidete er zwischen 1951 und 1953. Dabei war er Stellvertreter des Gouverneurs und Vorsitzender des Staatssenats. Das gleiche Amt übte er zwischen 1957 und 1959 noch einmal aus. Diesmal diente er unter Gouverneur Herschel C. Loveless. Während seiner Zeit als Vizegouverneur vertrat er seinen Staat bei vielen offiziellen Veranstaltungen.
Nach dem Ende seiner Zeit als Vizegouverneur setzte er seine früheren Tätigkeiten fort. Er starb am 13. August 1984 in Mason City im Cerro Gordo County.